# Пятое колесо (телевидение)
«Пя́тое колесо́» — публицистическая телепрограмма ленинградского телевидения времён «перестройки».

## История
Программа изначально считалась провальной, однако приобрела бешеную популярность, что доказали социологические опросы: в Ленинграде и области передачу регулярно смотрела половина населения. Программа выходила дважды в неделю, её хронометраж длился свыше трех часов. Она состояла из авторских блоков различной тематики — о политике, культуре, истории и т. п.
Главный редактор программы — Куркова Бэлла Алексеевна — на волне популярности программы стала народным депутатом. «Пятое колесо» было одной из двух советских телепрограмм наряду с «Альтернативой» Ленинградского ТВ, предоставлявшей эфир опальному Борису Ельцину. В эфире «Пятого колеса» выступали с часовыми монологами Дмитрий Лихачёв, Даниил Гранин, Анатолий Собчак, Михаил Гефтер, Лидия Гинзбург и многие другие. Постоянными были репортажи о политических дискуссиях и т. п.
В 1991 году по решению Ленсовета в эфире «Колеса» выступили бывшие следователи по особо важным делам Генпрокуратуры Т. Х. Гдлян и Н. В. Иванов, рассказавшие о результатах расследования коррупции в Средней Азии и высших эшелонах власти СССР.
Большое внимание вместе с тем уделялось литературно-художественному вещанию, литературному театру, в основном открывавшему зрителям произведения запрещённых прежде авторов. В первом выпуске «Колеса» в прямом эфире был показан последний спектакль в Ленинграде с участием Аркадия Райкина.
Заместитель главного редактора — Виктор Правдюк.
Автор идеи и режиссёр — Н. Л. Серова. Она же стала знаменитым голосом за кадром. Название программы придумала режиссёр Клара Фатова.
Авторами и ведущими программы были также Сергей Шолохов, Ирина Михайлова, Ольга Байдина, Надежда Виноградова, Ирина Холмова, Наталия Беляева, Зоя Беляева, Валентин Куклев, Вадим Коновалов и др.
С 16 сентября 1991 по 22 сентября 1992 года начало вещания РТВ «Пятое колесо» в прежнем формате выходило на Второй программе ЦТ и РТР. С 5 сентября 1996 по 20 марта 1998 года выходила под названием «Новое Пятое колесо». В дальнейшем с развитием отечественного телевидения, появлением новых программ и деполитизацией общества, программа стала выходить еженедельно, затем ежемесячно и естественным образом ушла из эфира.

## Шолохов и Курёхин о грибах
Знаменитым стал сюжет передачи «Тихая поп-механика, или Шолохов и Курёхин о грибах» в январе 1991 года, в котором Сергей Курёхин раскрывает тайну Октябрьской революции. Он заявил, что Ленин был грибом и радиоволной.